# Romain Saïss
Romain Ghanem Paul Saïss (26 de març de 1990) és un futbolista professional marroquí que juga com a defensa o centrecampista pel Wolverhampton Wanderers FC i per l'equip nacional marroquí.